# Патанга (Пенрін)

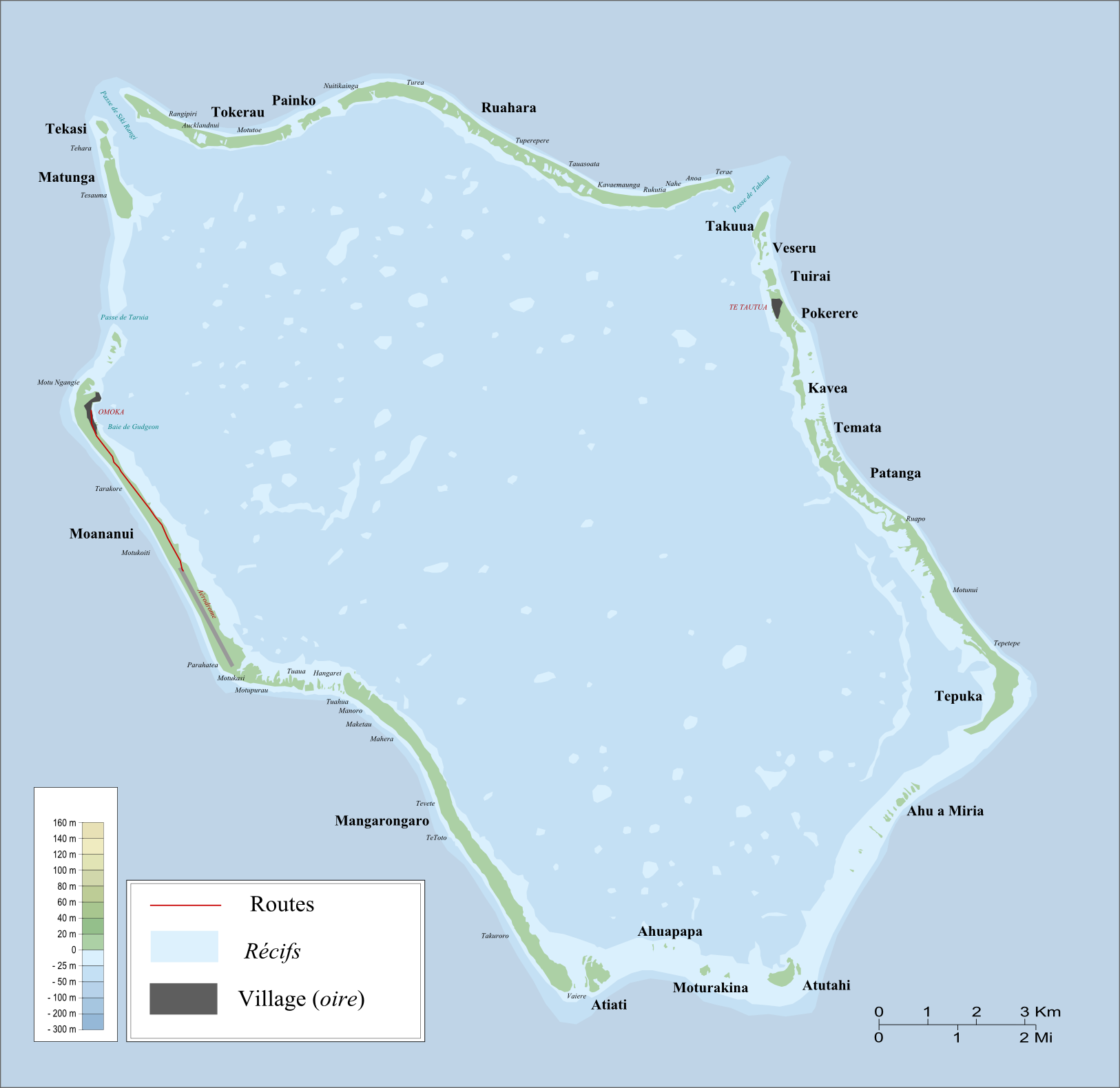
Карта атолу Пенрін

Патанга — острів на атолі Пенрін (Тонгарева) на островах Кука в південній частині Тихого океану. Патанга знаходиться на східному краю атолу, між Тепука і Темата.